# Lost in Space (serie televisiva 1965)
Lost in Space è una serie televisiva statunitense di genere fantascientifico del 1965 ideata e prodotta da Irwin Allen e trasmessa da CBS dal 15 settembre 1965 al 6 marzo 1968. La serie televisiva, divenuta un fenomeno di culto in patria, anche e soprattutto grazie alle repliche in syndication durante gli anni settanta, è tutt'ora inedita in italiano.
La serie fantascientifica, dai toni a volte drammatici, a volte comici, è liberamente ispirata al romanzo del 1812 di Johann David Wyss Il Robinson svizzero (Der Schweizerische Robinson). La serie segue le avventure della famiglia Robinson, un gruppo di coloni spaziali pionieristici che lottano per sopravvivere nelle profondità dello spazio.
La serie è stata oggetto di un remake cinematografico diretto da Stephen Hopkins, Lost in Space - Perduti nello spazio (Lost in Space, 1998), di un film per la televisione The Robinsons: Lost in Space (2004), che si sarebbe dovuto sviluppare in una serie televisiva, e di una serie televisiva remake, Lost in Space (2018-2021).

## Trama

### Prima stagione
Anno 1997, il pianeta Terra è schiacciato dalla sovrapopolazione, gli Stati Uniti decidono così di lanciare una missione spaziale alla ricerca di pianeti da colonizzare. A tale scopo allestiscono l'astronave Jupiter 2, che ha la missione di portare la famiglia Robinson in viaggio nello spazio verso un pianeta da colonizzare simile alla Terra che ruota attorno alla stella Alfa Centauri. La missione comprende i coniugi John e Maureen Robinson e i loro tre figli: Judy, Penny e Will. La famiglia è accompagnata dal maggiore Donald West dello U.S. Space Corps. L'intero equipaggio deve essere sottoposto a ibernazione, per essere "scongelati" quando la Jupiter 2 si avvicinerà alla sua destinazione.
Il dottor Zachary Smith, un medico che lavora per Alpha Control, che sta seguendo il lancio, si rivela essere un sabotatore che lavora per conto di una nazione o organizzazione senza nome, con la quale comunica sotto il nome in codice Aeolis-14-Umbra. Dopo essersi sbarazzato di una guardia che lo sorprende a bordo della navicella spaziale, Smith riprogramma il robot di controllo ambientale B-9 per distruggere i sistemi critici della navicella spaziale otto ore dopo il lancio. Smith rimane tuttavia intrappolato a bordo e, dopo il lancio, il suo peso extra fa deviare la rotta dello Jupiter 2, facendogli incontrare degli asteroidi. Questo, sommato alla furia del robot, fa sì che la nave attivi prematuramente l'iperguida e la spedizione si perde irrimediabilmente nelle profondità infinite dello spazio.
La nave sopravvive, ma i danni causati dal precedente sabotaggio del robot da parte di Smith lasciano l'equipaggio disperso nello spazio. La Jupiter 2 si schianta su un mondo alieno, in seguito identificato da Will come Priplanus, dove trascorrono il resto della stagione e sopravvivono a una serie di avventure. Smith rimane con l'equipaggio e agisce con codardia e malvagità e sfruttando la natura eternamente indulgente del professor Robinson, servendo come fonte di comica per lo spettacolo.

### Seconda stagione
All'inizio della seconda stagione (che da questo punto in poi sarà girata a colori), l'atronave Jupiter 2 ormai riparata, viene nuovamente lanciata nello spazio per sfuggire alla prossima distruzione di Priplanus in seguito a una serie di terremoti. I Robinson si schiantano su uno strano nuovo mondo, per poi tornare a vivere su un altro pianeta per un'altra stagione.

### Terza stagione
Nella terza stagione viene introdotto un cambio di formato. In questa stagione la Jupiter 2 viaggia liberamente nello spazio in sette episodi, visitando una serie di pianeti da cui riparte ala fine dell'episodio stesso, oppure vivendo un'avventura nelle profondità dello spazio cosmico. La famiglia Robinson visita nuovi mondi in diversi episodi, sia con atterraggi di emergenza che controllati, mentre tenta di tornare sulla Terra o almeno di raggiungere la destinazione originale nel sistema di Alpha Centauri. Un "Space Pod" appena introdotto fornisce un mezzo di trasporto tra la nave e i pianeti di passaggio, consentendo varie scappatelle.

## Episodi
La serie è andata in onda per 83 episodi in tre stagioni. La prima stagione comprendeva 29 episodi da un'ora, girati in bianco e nero. Il 29° episodio, tuttavia, aveva alcuni minuti a colori alla fine. Le stagioni 2 e 3 sono state girate interamente a colori.
| Stagione         | Episodi | Prima TV originale | Prima TV Italia |
| ---------------- | ------- | ------------------ | --------------- |
| Prima stagione   | 29      | 1965-1966          | inedita         |
| Seconda stagione | 30      | 1966-1968          | inedita         |
| Terza stagione   | 24      | 1967-1968          | inedita         |

## Personaggi e interpreti

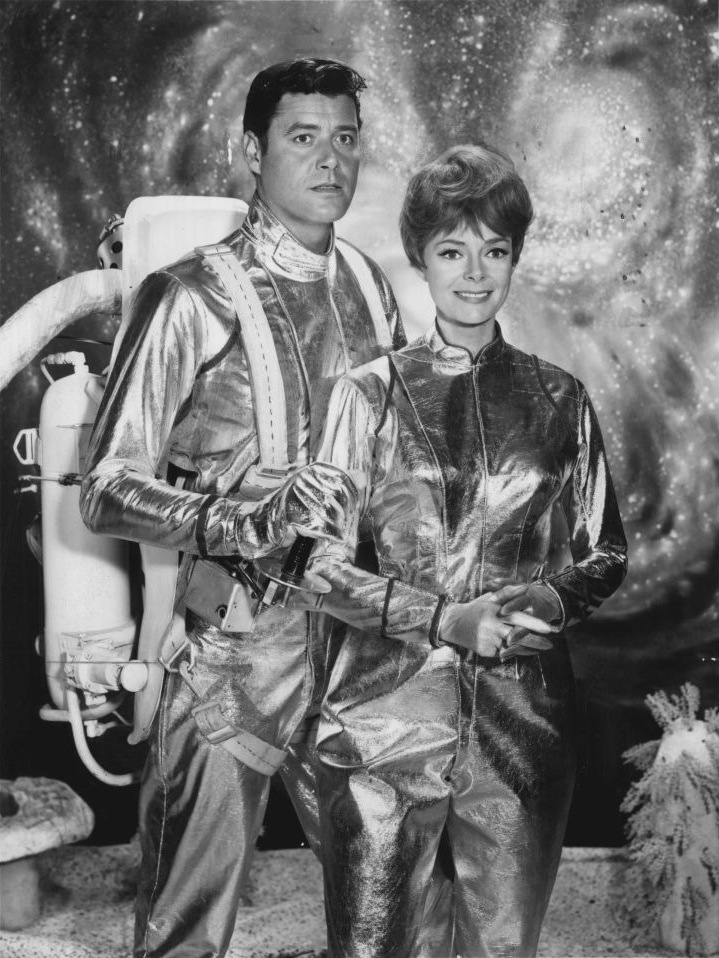
Guy Williams e June Lockhart, rispettivamente nei panni di John e Maureen Robinson

Il cast principale è formato dall'equipaggio dell'astronave Jupiter 2, che corrisponde alla famiglia Robinson, più il maggiore Don West, il dottor Smith e il robot B-9.
- John Robinson (stagioni 1-3), interpretato da Guy Williams.
Il Professor John Robinson è il marito di Maureen e il padre di Judy, Penny e Will Robinson. È un professore di astrofisica presso la University of Stellar Dynamics. È il capitano della Jupiter 2 e della missione.
- Maureen Robinson (stagioni 1-3), interpretata da June Lockhart.
La dottoressa Maureen Robinson, originalmente Tomlinson, prima di sposarsi, nell'episodio pilota originale viene presentata come una biochimica di New Mexico College of Space Medicine. È la moglie di John Robinson e madre di Judy, Penny e Will Robinson.
- Judy Robinson (stagioni 1-3), interpretata da Marta Kristen.
Judy Robinson è la figlia maggiore di John e Maureen Robinson. È una diciannovenne che ha rinunciato alle proprie aspirazioni artistiche per partecipare alla missione spaziale con la famiglia. Ha un'attrazione nei confronti del maggiore Don West, cosa che l'ha convinta a prendere parte alla missione. Nel fumetto Voyage to the Bottom of the Soul, che conclude la serie a fumetti della Innovation Comics, si sposa con Don West, e nel fumetto The Epilogue i due hanno avuto un figlio di nome Joshua Robinson West.
- Don West (stagioni 1-3), interpretato da Mark Goddard.
Il maggiore Don West è un ex ufficiale dello United States Space Corps e dell'aeronautica, assegnato ora alla Jupiter 2 in qualità di pilota. Anche se Don West, come gli altri membri dell'equipaggio, viene messo in animazione sospesa durante il viaggio, è previsto che, in caso di emergenza, venga risvegliato per primo per poter governare manualmente l'astronave. È inoltre abile come astronauta, idraulico, benzinaio, riparatore e annunciatore radiofonico.
- Penny Robinson (stagioni 1-3), interpretata da Angela Cartwright.
Penny Robinson è la seconda figlia di John e Maureen Robinson. Nel pilota originale viene descritta come undicenne, con un QI di 147 e appassionata di zoologia. Secondo l'Alpha Control Reference Manual con la nascita di Penny Maureen avrebbe lasciato il suo lavoro al New Mexico Institute for Space Medicine. Penny adotta un Bloop, una piccola creatura simile a una scimmia nativa del pianeta alieno su cui atterra la Jupiter 2 nella prima stagione, come animale domestico, chiamandola Debbie.
- Will Robinson (stagioni 1-3), interpretato da Bill Mumy.
Will Robinson è il più giovane dei figli di John e Maureen Robinson, è il classico "piccolo genio", intelligente e saputello. Nel primo pilota, Will ha 9 anni ed è un neo-diplomato alla Camdo Canyon School of Science, con la media più alta della scuola. Il suo QI è di 182. Questa sua superiore capacità intellettuale lo isola però dai suoi compagni di scuola, che faticano a comprenderlo. Ma a bordo della Jupiter 2 la sua intelligenza salva in più occasioni l'equipaggio della nave. Will è molto legato al robot B-9, che considera come un fratello, e ha usato le sue capacità per mantenere il robot funzionante. È molto legato anche al Dr. Smith, che diviene una sorta di precettore di Will.
- Zachary Smith (stagioni 1-3), interpretato da Jonathan Harris.
Nonostante venga accreditato come special guest star in ogni episodio, il Dr. Smith diviene un personaggio cardine della serie. Gli autori della serie pensarono inizialmente al Dr. Smith come a un cattivo temporaneo che sarebbe apparso solo nei primi episodi. Harris, d'altro canto, sperava di rimanere più a lungo nella serie, ma trovava il suo personaggio noioso e temeva che avrebbe annoiato rapidamente anche gli spettatori. Harris "iniziò a riscrivere le sue battute e a ridefinire il suo personaggio", interpretando Smith in uno stile più accattivante e appariscente e improvvisando le sue scene con dialoghi maturi e colorati. Entro la fine della prima stagione, il personaggio, un codardo egoista dotato di alterigia morale e di uno spirito a tratti ingannevole, e i suoi caratteristici insulti allitterativi, in gran parte rivolti al Robot, divengono elementi fondamentali di ogni episodio.[2]
- B-9 (stagioni 1-3), animato da Bob May, doppiato in originale da Dick Tufeld.
B-9 è una macchina dotata di forza sovrumana e armi futuristiche, ma mostra anche caratteristiche umane, quali il saper ridere, l'essere triste o beffardo, oltre a cantare e suonare la chitarra. Poiché il suo ruolo principale è quello di proteggere il membro più giovane dell'equipaggio, Will Robinson, le frasi ad effetto del Robot sono spesso "That does not compute" (lett. "Non calcola") e, la più celebre, "Danger, Will Robinson!" (lett. "Pericolo, Will Robinson!"), accompagnato dall'agitarsi delle sue braccia.[3]

## Produzione

### Sviluppo
La serie televisiva Lost in Space viene ideata nel 1965 da Irwin Allen, che ne realizza un episodio pilota mai trasmesso intitolato No Place to Hide. La trama dell'episodio pilota segue la missione dell'astronave Gemini 12 (che poi diventerà Jupiter 2), che avrebbe dovuto portare una singola famiglia in un viaggio di 98 anni verso un pianeta simile alla Terra in orbita attorno alla stella Alfa Centauri. La Gemini 12 viene però spinta fuori rotta a causa di un incontro con un asteroide e il seguito della serie racconta le disavventure della famiglia Robinson "perduta nello spazio", raffigurandoli come un equipaggio felice senza conflitti interni al gruppo.

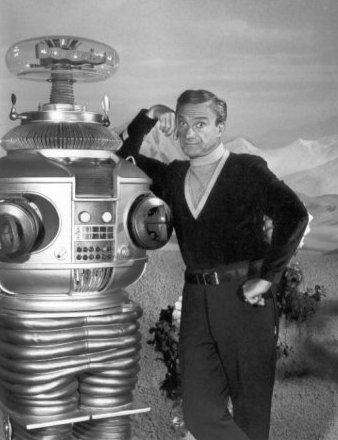
Jonathan Harris, nei panni del Dr. Smith, con il robot B-9

Molte delle trame della serie successivamente trasmessa si concentreranno invece sul dottor Zachary Smith, un clandestino e sabotatore, entrato a bordo della Jupiter 2 per causarne la distruzione e rimastovi invece intrappolato, interpretato dall'attore statunitense Jonathan Harris, assente nel pilota originale. Il suo personaggio viene infatti aggiunto dopo che la serie viene commissionata per la produzione. L'episodio pilota, precedentemente inedito, viene trasmesso per la prima volta in televisione durante una retrospettiva sulla serie nel 1997.
La CBS acquista la serie, rifiutando invece Star Trek. Prima che il primo episodio ufficiale venga girato, vengono aggiunti i personaggi del Dr. Smith e del robot B-9, mentre l'atronave, originariamente chiamata Gemini 12, viene rinominata Jupiter 2 e riprogettata. Per questioni di budget, una buona parte del filmato incluso nell'episodio pilota viene riutilizzato. La prima stagione enfatizza le avventure quotidiane della famiglia Robinson. La prima metà della prima stagione riguarda principalmente la famiglia che si aggira per i terreni rocciosi e gli oceani tempestosi del pianeta Priplanus, nella Costellazione del Carro, così da evitare di dover sopportare temperature estreme. Il formato della serie muta poi stile, adottando il formato "mostro della settimana", le cui storie dovengono molto più fantasy.
Nel gennaio 1966 la ABC mette in onda la celeberrima serie televisiva Batman, nella stessa fascia oraria di Lost in Space. La stagione 2 inizia così a imitarne lo stile umoristico e camp, per competere con l'enorme successo che sta avendo la serie sul Cavaliere Oscuro. Abiti sgargianti, azione esagerata e cattivi oltraggiosi sono venuti alla ribalta in storie stravaganti. Le storie che davano importanza a tutti i personaggi vennero sacrificate in favore di una crescente enfasi su Smith, Will e il Robot. Secondo Bill Mumy, sia Mark Goddard che Guy Williams non gradirono l'allontanamento dalla fantascienza seria.
La terza stagione ha più avventure, ma anche episodi come The Great Vegetable Rebellion con l'attore Stanley Adams nel ruolo di Tybo, la carota parlante. Con la reputazione di essere "l'episodio più insipido e bizzarro nella storia della televisione", Kristen ricorda che Goddard si lamentava del fatto che "sette anni di Metodo Stanislavskij lo avevano portato a parlare con una carota". La Jupiter 2 è ora pienamente funzionante e viaggia nello spazio da un pianeta all'altro, ma gli episodi tendono ancora a essere stravaganti e a enfatizzare l'umorismo, includendo fantasiosi hippy spaziali, pirati, zoo intergalattici anticonformisti, principesse di ghiaccio e un concorso di bellezza galattico.
Durante le prime due stagioni, gli episodi si concludono con un "congelamento dell'azione" che anticipa l'episodio della settimana successiva, con la didascalia: "Continua la prossima settimana! Stessa ora, stesso canale!". Durante la terza stagione, la fine di ogni episodio viene immediatamente seguita da un teaser trailer vocale del Robot (doppiato da Dick Tufeld), che consiglia agli spettatori di "restare sintonizzati per le scene dell'emozionante avventura della prossima settimana!". Cui fanno seguito alcune scene dell'episodio successivo, seguite dai titoli di coda. C'è poca continuità tra i vari episodi, fatta eccezione per l'aspirazione di raggiungere un grande obiettivo, quale, ad esempio, avere abbastanza carburante per viaggiare da un pianeta all'altro.
Dopo la cancellazione della serie, Lost in Space ottiene un grande successo nelle repliche e nella distribuzione in syndication per molti anni a seugire, apparendo su USA Network a metà e fine anni ottanta e su FX, Syfy, ALN, MeTV e Hulu.

### Scenografia
Gli oggetti di scena e i mostri presenti nella serie sono stati regolarmente riciclati da altre produzioni di Irwin Allen. Un costume da mostro marino che era apparso in Viaggio in fondo al mare (Voyage to the Bottom of the Sea, 1964-1968) poteva ricevere una verniciatura a spruzzo per trasformarlo in un costume da Lost in Space, mentre i costumi da mostro spaziale venivano riutilizzati in Viaggio in fondo al mare come mostri marini. Il portapenne di plastica trasparente e rotondo usato come superficie di controllo nell'episodio The Derelict è comparso regolarmente durante l'intera messa in onda della serie, sia come controllo principale per attivare macchinari alieni (o aprire porte o gabbie), sia come scenografia di sfondo. Alcuni controlli primari sono stati utilizzati in episodi come The Keeper (Par 1 & 2) della prima stagione, His Majesty Smith, A Day At The Zoo e The Promised Planet della terza stagione.
Computer e unità nastro sono stati spesso raffigurati in vari episodi utilizzando i prodotti commerciali Burroughs 205. Anche i modelli delle astronavi sono stati spesso riutilizzati. La nave abbandonata della prima stagione è stata trasformata per diventare il Vera Castle della stagione 3. La chiatta di carburante della stagione 2 è diventata un faro spaziale nella stagione 3. La nave abbandonata è stata utilizzata di nuovo nella stagione 3, con un semplice cambio di colore. Allo stesso modo, la nave dell'inseguitore alieno in The Sky Pirate, è stata presa dal film del 1958 diretto da Roger Corman Guerra dei satelliti (War of the Satellites) ed è stata riutilizzata nell'episodio Deadliest of the Species.

### Riprese
Le riprese si sono svolte negli studi e nei teatri della 20th Century Fox, a Los Angeles. Per la stagione 1 e 2 sono stati utilizzati il Teatro 11 (Jupiter 2/Campeggio) e il Teatro 6 (ponte inferiore, set del pianeta e grotta). A causa dei tagli al budget nella terza stagione, la Jupiter 2, il campeggio e il ponte inferiore sono stati spostati al Teatro 17 (aperto nel 1966). Il Teatro 11 è stato utilizzato per l'esterno del pianeta, la grotta e vari set di pianeti alieni.

### Cancellazione
All'inizio del 1968, completato l'ultimo episodio della terza stagione, Junkyard in Space, il cast e la troupe sono informalmente indotti a credere che la serie sarebbe stata rinnovata per una quarta stagione e Allen ordina nuovi copioni per la stagione successiva. Poche settimane dopo, tuttavia, la CBS annuncia l'elenco completo delle serie televisive di ritorno per la stagione 1968-69 e Lost in Space non figura tra queste. I dirigenti della CBS non riescono a fornire alcuna motivazione per cui Lost in Space sia stato cancellato.
La ragione più probabile per cui la serie viene cancellata è il suo costo sempre più elevato. Il costo di ogni episodio era infatti cresciuto da un budget di $ 130.980, durante la prima stagione, a $ 164.788, durante la terza e gli stipendi degli attori erano quasi raddoppiati durante quel periodo. Inoltre, l'interno del Jupiter 2 era il set più costoso per uno spettacolo televisivo dell'epoca, con un costo di $ 350.000. Nello stesso periodo, la 20th Century Fox ha dovuto inoltre sostenere enormi sforamenti di budget per il film Cleopatra, che si ritiene abbiano causato tagli al budget. Allen sostiene che la serie non poteva continuare con un budget ridotto. Durante una conferenza di negoziazione riguardante la direzione della serie per la quarta stagione con il direttore esecutivo della CBS William S. Paley, Allen si infuria quando gli viene detto che il budget sarebbe stato ridotto fino al 15% rispetto a quello della terza stagione.
Il DVD Lost in Space Forever cita il calo degli ascolti e l'aumento dei costi come ragioni della cancellazione. Irwin Allen ha ammesso che gli ascolti della terza stagione hanno mostrato una percentuale crescente di bambini tra gli spettatori totali, il che significa un calo del "pubblico di qualità", cosa preferita invece dagli inserzionisti.

## Colonna sonora
Le sigle di apertura e chiusura della serie televisiva sono state scritte da John Williams, in seguito destinato a divenire compositore di celebri blockbuster hollywoodiani come la saga di Guerre stellari o di Indiana Jones, che viene citato nei titoli di coda come Johnny Williams. Il pilota originale e gran parte della prima stagione riutilizzano la colonna sonora inquietante di Bernard Herrmann, tratta dal classico film di fantascienza Ultimatum alla Terra (1951). 
La terza stagione presenta una nuova colonna sonora dal ritmo più veloce e dalle atmosfere più leggere, la sigla di testa di questa stagione è quella maggiormente conosciuta e associata istantaneamente alla serie. La sigla di apertura viene accompagnata da riprese dal vivo del cast, con il conto alla rovescia sottolineato dalle cifre a tutto schermo da sette a uno, che rappresentano il countdown di ogni episodio.
Gran parte della musica di sottofondo della serie è stata scritta da Williams, che ha composto quattro episodi. Queste musiche hanno aiutato Williams ad acquisire credibilità come compositore. Altri importanti compositori di film e televisione che hanno lavorato alla musica di Lost in Space, tra cui Alexander Courage, celebre per aver composto la ben nota sigla della serie televisiva Star Trek del 1966 e che ha contribuito a sei colonne sonore della serie Lost in Space.
Della colonna sonora della serie sono state pubblicate diverse raccolte in Compact disc. Come parte del suo album del 1997 Dying To Be Heard (Infinite Visions), Bill Mumy ha registrato The Ballad of William Robinson, in cui un Will Robinson, ora 42enne, racconta la premessa di Lost in Space, lo stato attuale della sua famiglia (suo padre, il professor John Robinson, è morto cinque anni prima) e la sua disperazione per "essere ancora perso nello spazio". La canzone è presente come traccia su una delle compilation Dr. Demento's Hits From Outer Space.

## Distribuzione

### Trasmissione originale
La serie è stata trasmessa negli Stati Uniti dalla rete televisiva CBS dal 15 settembre 1965 al 6 marzo 1968. Nel Regno Unito la serie è stata trasmessa a partire dal 2 ottobre 1965. In Finlandia dal 31 dicembre 1965. In Francia la serie è stata programmata dal 18 luglio 1991 con il titolo Perdus dans l'espace. In Germania è approdata il 6 marzo 1992 con il titolo Verschollen zwischen fremden Welten.
La serie, è conosciuta in tutti i paesi anglofoni con il titolo di Lost in Space, titolo usato inoltre in lingua francese anche in Canada, e in Corea del Sud, Ecuador, Emirati Arabi Uniti, Filippine, India, Indonesia, Italia (dove tuttavia non risulta essere mai stata distribuita), Paesi Bassi, Singapore, Sudafrica, Svezia e Turchia. In Argentina, Messico, Spagna e Venezuela è conosciuta con il titolo in spagnolo Perdidos en el espacio. In Brasile è stata distribuita con il titolo Perdidos no Espaço; in Grecia come Hamenoi sto diastima (Χαμένοι στο διάστημα); in Giappone come 
宇宙家族ロビンソン; in Polonia come Zagubieni w kosmosie; in Serbia come Izgubljeni u svemiru e in Unione Sovietica come Затерянные в космосе.

### Syndication
Successivamente alla messa in onda su CBS, Lost in Space viene distribuito in syndication nella maggior parte degli Stati Uniti. La serie non gode della stessa longevità del suo rivale Star Trek durante gli anni settanta. Parte di ciò è dovuto al fatto che la prima stagione di Lost in Space è in bianco e nero, mentre la maggior parte delle famiglie americane all'epoca possiede giù un televisore a colori. Nel 1975 molti network iniziano a rimuovere Lost in Space dai palinsesti giornalieri o a spostarlo in fasce orarie meno appetibili. La serie vode di una rinascita quando Ted Turner l'acquista per la sua nascente "superstazione" WTBS nel 1979. La risposta degli spettatori è positiva e la serie diventa un pilastro della WTBS per i successivi cinque anni.
La piattaforma Hulu, il cui 70% del servizio è di proprietà del distributore di Lost in Space, The Walt Disney Company, trasmette constantemente la serie nel corso degli anni. La serie va in onda anche sulla classica MeTV, come parte del blocco Super Sci-Fi Saturday Night.

### Home video
La 20th Century Fox ha distribuito l'intera serie in home video in formato DVD regione 1 per il mercato statunitense. Molte delle uscite contengono contenuti extra, tra cui interviste, promo degli episodi, fotogrammi video e l'episodio pilota originale mai trasmesso. La prima stagione è stata distribuita nel gennaio 2004, la seconda stagione è stata distribuita in due volumi tra settembre e novembre 2004, infine la terza stagione, anch'essa in due volumi, è stata distribuita tra marzo e luglio 2005.
Tutti gli episodi sono stati rimasterizzati e ridistribuiti in formato Blu-ray il 15 settembre 2015, in occasione del cinquantesimo anniversario della prima messa in onda della serie sul canale televisivo CBS. Tutti gli episodi sono stati adattati al formato widescreen a 16:9, dal master Blu-ray, in 17 dischi DVD, distribuiti il 5 febbraio 2019.
In Canada è stata distribuita in home video in formato DVD dal 1º luglio 2001, in Australia dal 26 novembre 2005, in Spagna dal 31 ottobre 2015 e in Messico dal 5 febbraio 2019.

## Accoglienza
Alcuni appassionati di fantascienza considerano Lost in Space un esempio della fantascienza di basso profilo prodotta dalla televisione di quegli anni. Gli elementi fantasy della appaiono trascurati, specie se paragonati alla sua presunta rivale, Star Trek. Tuttavia, Lost in Space ha ottenuto un buon successo di ascolti a differenza di Star Trek che ha ricevuto ascolti relativamente bassi durante la messa in onda originale. Il più cerebrale Star Trek non ha mai superato la media del 52º posto negli ascolti durante le sue tre stagioni, mentre Lost in Space ha concluso la prima stagione al 35º posto nelle classifiche Nielsen, la seconda al 44º posto e la terza e ultima stagione al 53º posto.
Lost in Space si è classificato anche al terzo posto come uno dei primi cinque nuovi programmi preferiti della stagione televisiva 1965-1966 in un sondaggio TVQ. Gli altri principali contendenti erano La grande vallata, Get Smart, Strega per amore e I forti di Forte Coraggio.

## Controversie
Nel 1962 la Gold Key Comics, una divisione della Western Publishing Company, pubblica la serie di fumetti Space Family Robinson, la cui storia è ambiamente ispirata a Il Robinson svizzero di  Johann David Wyss, ma in chiave fantascientifica. I diritti cinematografici e televisivi del fumetto vengono poi acquistati dalla nota sceneggiatrice Hilda Bohem (autrice della serie televisiva Cisco Kid), che crea un trattamento per la televisione intitolato Space Family 3000.
Quando Irwin Allen vende il suo progetto Lost in Space, pensato come seguito della sua prima serie televisiva di successo, Viaggio in fondo al mare, alla CBS, quest'uiltima, preoccupata per una possibile confusione con il fumetto della Gold Key, chiede ad Allen di trovare un nuovo titolo. Tuttavia Hilda Bohem presenta una denuncia contro Allen e la CBS Television poco prima che la serie debutti nel 1965. Viene quindi raggiunto un accordo con la Gold Key che le consente di sottotitolare il fumetto Lost in Space.

## Riconoscimenti
- Emmy Award
  - 1966 - Candidatura alla miglior fotografia per l'episodio The Reluctant Stowaway a Dan Striepeke[19]
  - 1968 - Candidatura alla miglior arte visiva a L.B. Abbott e Howard Lydecker[19]
- International Film Music Critics Award
  - 2016 - Migliore pubblicazione d'archivio di una colonna sonora esistente - Raccolta a Jeff Bond, Neil S. Bulk e Joe Sikoryak
- Saturn Award
  - 2005 - Candidatura alla miglior edizione DVD/Blu-ray di una serie TV passata
  - 2016 - Candidatura alla miglior DVD/Blu-ray (serie TV)
- TV Land
  - 2008 - Robot più fantastico

## Opere derivate
Nel 1978, Bill Mumy, Brian Grier e Paul Gordon scrivono la sceneggiatura per un film per la televisione reunion, intitolato Lost in Space: The Epilogue che avrebbe dovuto vedere i protagonisti fare ritorno sulla Terra, chiudendo così la storia. Il progetto viene tuttavia interrotto quando Irwin Allen si rifiuta di prendere in considerazione il progetto, non volendo che il franchise finisca nelle mani di qualcun altro. La sceneggiatura viene infine letta dal cast attorno a un tavolo e ripresa per gli speciali dell'edizione in Blu-ray della serie originale in occasione del 50º anniversario.
Nel 1995 Kevin Burns produce un documentario sulla carriera di Irwin Allen, presentato da Bill Mumy e June Lockhart su un set degli esterni di Jupiter 2 ricreato per l'occasione. Mumy e Lockhart utilizzano la Celestial Department Store Ordering Machine come canale temporale per mostrare informazioni e segmenti sulla storia di Allen. Segmenti dalle varie produzioni di Allen e piloti per le sue serie mai prodotte vengono presentati insieme a nuove interviste con membri del cast delle opere di Allen. Mumy e Lockhart completano la loro presentazione ed entrano nella Jupiter 2, dopodiché Jonathan Harris appare nel personaggio del Dr. Smith e ordina ancora una volta al robot B-9 di distruggere la nave come da sue istruzioni originali "... e questa volta fallo per bene, testa di bolla" (in inglese ...and this time get it right, you bubble-headed booby).
Nel 1998, la New Line Cinema produce un adattamento cinematografico della serie televisiva originale, Lost in Space - Perduti nello spazio (Lost in Space), diretto da Stephen Hopkins, prodotto da Akiva Goldsman e interpretato da William Hurt, Mimi Rogers, Heather Graham, Lacey Chabert, Jack Johnson, Matt LeBlanc e Gary Oldman. Il film include inoltre una serie di omaggi alla serie televisiva originale, tra cui i cameo di June Lockhart, Mark Goddard, Angela Cartwright, Marta Kristen e Dick Tufeld, mentre Jonathan Harris e Bill Mumy rifiutano l'offerta perché non gli viene affidato il medesimo ruolo interpretato nella serie originale. Nonostante il film ottenga un buon risultato al botteghino, scalzando il film Titanic dopo quindici settimane di primato, e ricavando un totale di 136 milioni di dollari, viene generalmente male accolto dalla critica, che lo considera un film dai toni troppo cupi, "diretto goffamente" e privo del fascino della serie originale,
Sempre nel 1998, per promuovere il remake cinematografico Lost in Space - Perduti nello spazio, Kevin Burns produce uno speciale televisivo sulla serie che viene presentato da John Larroquette e dal robot B-9 (interpretato dall'attore Bob May e dal doppiatore Dick Tufeld). Lo speciale viene presentato all'interno del set del ponte superiore della Jupiter 2 ricreato per l'occasione. Il programma termina con Laroquette che preme beffardamente un pulsante sull'Amuleto dell'episodio The Galaxy Gift, scomparendo e venendo sostituito da Mumy e Harris che interpretano un Will Robinson uno Zachary Smith più anziani. I due tentano di tornare sulla Terra un'altra volta ma scoprono di essere "Perduti nello spazio... per sempre!" (in inglese Lost in Space ... Forever!).
Nel 2004 viene sviluppata una nuova serie televisiva, The Robinsons: Lost in Space, di cui tuttavia viene girato il solo episodio pilota, mentre la serie non viene in seguito prodotta. La serie avrebbe dovuto prendere il via dall'originale episodio pilota della serie originale di Lost in Space, mai trasmesso, presentando alcune differenze nella composizione del cast. L'episodio pilota viene commissionato da The WB, diretto dal regista John Woo e prodotto da Synthesis Entertainment, Irwin Allen Productions, 20th Century Fox Television e Regency Television. Tuttavia la serie non viene mai prodotta, mentre il pilota viene trasmesso come film per la televisione. 
Il 10 ottobre 2014 viene annunciato che Legendary TV sta sviluppando un reboot di Lost in Space per Netflix, con la sceneggiatura affidata agli sceneggiatori di Dracula Untold, Matt Sazama e Burk Sharpless. Il 29 giugno 2016 Netflix ordina la prima stagione della serie composta da dieci episodi. La serie debutta su Netflix il 13 aprile 2018. Il 13 maggio 2018 viene rinnovata per una seconda stagione, pubblicata il 24 dicembre 2019, e il 9 marzo 2020 la serie viene rinnovata per una terza e ultima stagione. Il robot che appare anche nella serie è radicalmente modificato rispetto all'originale, essenco qui un androide con una forma molto umanoide governato da un'intelligenza artificiale.